# Estadio Dr. Necmettin Şeyhoğlu
El Estadio Dr. Necmettin Şeyhoğlu (en turco: Dr. Necmettin Şeyhoğlu Stadyumu), también nombrado Estadio Yenişehir es un estadio de fútbol ubicado en la ciudad de Karabük, Turquía. El estadio tiene una capacidad de 15 000 personas y es utilizado por el club Karabükspor que disputa la Superliga de Turquía.
El estadio lleva el nombre del que fuera alcalde de la ciudad Dr. Necmettin Şeyhoğlu en los periodos 1968-1973 y nuevamente entre 1984 a 1987, fue refaccionado en 2008 ampliando su capacidad de 7500 a 15 000 espectadores, con butacas individuales e iluminación artificial.